# Dugo Polje (Kiseljak, BiH)
Dugo Polje je naseljeno mjesto u općini Kiseljak, Federacija Bosne i Hercegovine, BiH.

## Stanovništvo

### 1991.
Nacionalni sastav stanovništva 1991. godine, bio je sljedeći:
ukupno: 215
- Hrvati - 187
- Muslimani - 11
- Srbi - 1
- Jugoslaveni - 1
- ostali, neopredijeljeni i nepoznato - 4

### 2013.
Nacionalni sastav stanovništva 2013. godine, bio je sljedeći:
ukupno: 290
- Hrvati - 238
- Bošnjaci - 43
- Srbi - 2
- ostali, neopredijeljeni i nepoznato - 7